# Josef Černý
Josef Černý (født 11. maj 1993 i Frýdek-Místek) er en professionel cykelrytter fra Tjekkiet, der er på kontrakt hos Soudal Quick-Step.
I 2020 fik han sin til dato største sejr i landevejscykling, da han vandt 19. etape af Giro d'Italia.